# Weronika Hipp
Weronika Hipp (ur. 12 kwietnia 2001 w Ostrowie Wielkopolskim – polska koszykarka, występująca na pozycji rozgrywającej, obecnie zawodniczka drużyny akademickiej Clemson Lady Tigers.

## Osiągnięcia
Stan na 3 kwietnia 2023, na podstawie, o ile nie zaznaczono inaczej.

### NCAA
- Uczestniczka rozgrywek II rundy turnieju Women’s National Invitation Tournament (WNIT – 2021)

### Drużynowe
Młodzieżowe
- Mistrzyni Polski kadetek (2017)[3]
- Brązowa medalistka mistrzostw Polski kadetek (2016)[4]

### Indywidualne
- MVP:
  - mistrzostw Polski kadetek (2017)[5]
  - Gortat Campu (2013)[6]

### Reprezentacja
Drużynowe
- Mistrzyni Europy U–16 dywizji B (2016)[7]
- Wicemistrzyni Memoriału Małgorzaty Dydek z kadrą U–16 (2017)[8]
- Uczestniczka mistrzostw Europy:
  - U–18 (2018 – 11. miejsce)[9]
  - U–16 (2017 – 8. miejsce)[10]

Indywidualne
- MVP Memoriału Małgorzaty Dydek z kadrą U–16 (2017)[8]